# Dave Currier
David Henry Currier detto Dave o Davis (Madison, 20 aprile 1952) è un dirigente d'azienda ed ex sciatore alpino statunitense.

## Biografia
Sciatore polivalente con maggiore propensione alla discesa libera, in Coppa del Mondo Currier esordì il 19 febbraio 1971 a Sugarloaf in discesa libera (45º) e ottenne il miglior risultato il 14 gennaio 1972 sulla Streif di Kitzbühel nella medesima specialità (10º); ai successivi XI Giochi olimpici invernali di Sapporo 1972, sua unica presenza olimpica, si classificò 17º nella discesa libera e non completò lo slalom gigante. Ai Mondiali di Sankt Moritz 1974, sua ultima presenza iridata, si piazzò 29º nella discesa libera; in Coppa del Mondo ottenne l'ultimo piazzamento il 15 gennaio 1977 a Kitzbühel nella medesima specialità (25º) e prese per l'ultima volta il via il 6 febbraio seguente a Sankt Anton am Arlberg in slalom speciale, senza completare la gara. Dopo il ritiro prese parte al circuito professionistico nordamericano (Pro Tour) e assunse incarichi dirigenziali in diverse aziende sportive ed editoriali (Carerra Sports, Volant, Skiing Magazine); è padre dello sciatore freestyle Lyman.

## Palmarès

### Coppa del Mondo
- Miglior piazzamento in classifica generale: 51º nel 1972

### Campionati statunitensi
- 2 ori (slalom gigante[senza fonte], combinata[6] nel 1973)